# Jillian Tamaki
Jillian Tamaki é uma desenhista de histórias em quadrinhos. É conhecida por ter ilustrado a graphic novel Skim, publicada em 2008 e escrita por sua prima Mariko Tamaki. Skim foi indicada ao Eisner Award de 2008 em duas categorias, "Melhor publicação para jovens" e "Melhor álbum gráfico - inédito" e Jillian voltou a trabalhar com a prima em 2014, em This One Summer, uma graphic novel publicada naquele ano e vencedora do Ignatz Awards na categoria "Melhor Graphic Novel". A obra foi vencedora também do "Governor General's Award". Em junho de 2017, lançou a coletânea de histórias Boundless, vencedora do Prêmio Eisner 2018 de Melhor Graphic Novel em Republicação.
Sua premiada graphic novel This One Summer, que narra a descoberta da vida adulta e possui personagens LGBT, foi vítima de tentativas de censuras e recebeu apoio legal do Comic Book Legal Defense Fund — um fundo de apoio financeiro a quadrinistas que sofrem esse tipo de repressão.

## Prêmios
- 2014: Ignatz Awards, Categoria "Best Graphic Novel".[6]
- 2015: Medalha Caldecott.[9]